# Sede Deportiva Millonarios FC (Bogotá)
La Sede Deportiva Millonarios FC, más conocida como Sede Deportiva Xcoli, y anteriormente conocida como Sede Deportiva Alfonso Senior es un complejo deportivo propiedad del club de fútbol colombiano Millonarios, por un acuerdo de fideicomiso.
Está localizada en una superficie general de 12 hectáreas en el sector de Guaymaral, en una zona conjunta a la del «Club Campestre Los Arrayanes», al norte de Bogotá. Fue inaugurada el 14 de noviembre de 2016; actualmente es el punto de concentración y entrenamiento único y principal del club; acoge los entrenamientos del equipo masculino y ocasionalmente del femenino, algunos partidos del fútbol base, como también esporádicamente algunos de sus entrenamientos.

## Historia

### Previo a la sede
Preexistentemente al proyecto de adquisición de esta sede, Millonarios entrenó durante casi seis años en los terrenos alquilados del «Club Laverdieri», al norte de Bogotá; el cual brindó sus instalaciones al equipo profesional hasta 2016.
Con la creación de este proyecto se presentaba la idea de que el cuadro ‘embajador’ volviera a tener sede deportiva propia desde la venta del lote del predio en Fontanar, ubicado por la Autopista Norte, a las afueras de la capital; que fue dado como parte de pago de las deudas de la antigua razón social del club —«Club Deportivo Los Millonarios»—, previo a su reconstitución en 2011.

### Inicio del proyecto
El proyecto da inicio en mayo de 2015 con el acuerdo de negociación de la sociedad albiazul con el «Club Campestre Los Arrayanes» por medio de un fideicomiso para adquirir una parte de los terrenos de dicho club; el acuerdo se da por 10 años, con una cifra de adquisición fiduciaria cercana a 4.500.000.000 de pesos colombianos y una opción de compra. Estaban ubicados en el norte de la capital, en el sector de Guaymaral y Arrayanes; específicamente la compra era de una extensión de 40.000 m² de superficie, aunque debido a que en ese terreno el club ya tenía complejos arrendados para sus academias y fútbol base, se acoplarían otras 8 hectáreas, para un terreno general de 120.000 m².
La iniciación de construcción del proyecto tarda casi un año posterior a su cierre de negociación, finalmente se inician las obras en enero de 2016; el tiempo total de construcción del proyecto de sede fue de aproximadamente diez meses.

### Conclusión del proyecto
La obra fue presentada oficialmente el 14 de noviembre de 2016 con la razón social de Sede Deportiva Millonarios FC “Alfonso Senior”, en honor al fundador y dos veces presidente de Millonarios.
Los costos de obra finales fueron cercanos a los 1.500.000.000 de pesos colombianos; sumándole a eso, los 4.500.000.000 de la adquisición del terreno, más demás gastos generales, deportivos y gastos extras, la sede deportiva finalmente se costeó en una cifra cercana a los 8.000.000.000 de pesos.
La sede deportiva fue presentada con zona de camerinos, gimnasio, tres diversos consultorios médicos, salón de utilería, sala de conferencias, de dirección técnica y tres canchas de fútbol; aunque debido al acondicionamiento total del terreno, en total el club contaba con disponibilidad de ocho canchas, además de las secciones académicas y de fútbol base.
El equipo masculino y eventualmente las divisiones menores empezaron a concentrar y entrenar en la sede para las fases finales del Torneo Finalización 2016.
Lleva siendo la sede deportiva principal de Millonarios desde su inauguración; también se presentan los partidos de las inferiores del club, principalmente de la Supercopa Juvenil FCF.

## Instalaciones

### Área deportiva
El área deportiva comprende:
- Tres canchas de fútbol;
  - Cancha N° 1
Superficie: Césped
Medidas: 105 x 68 m
  - Cancha N° 2
Superficie: Césped
Medidas: 105 x 68 m
  - Cancha N° 3
Superficie: Césped
Medidas: 120 x 75 m
- Una zona de camerinos;
- Un gimnasio, ubicado en un sector distinto;
- Un consultorio de fisioterapia;
- Un consultorio de nutrición deportiva.

### Área direccional
El área direccional comprende:
- Una oficina para cuerpo técnico;
- Un consultorio de medicina deportiva;
- Una sala de video y conferencias de prensa;
- Un salón de utileros.

### Otras zonas
- Una zona húmeda;
- Una zona de parqueaderos.